# Гусляр (альбом)
«Гусляр» — рок-опера, написанная композитором Игорем Лученком и лидером ансамбля «Песняры» Владимиром Мулявиным по мотивам поэмы «Курган» классика белорусской литературы Янки Купалы.
Единственная концертная программа Песняров, выпущенная на виниле в качестве сольного альбома.
Поэма Купалы рассказывает о судьбе гусляра, которого пригласил на свадьбу своей дочери Князь. Он прельщает Гусляра богатствами и просит сыграть песню для потехи гостей. Но вместо этого с уст сказителя звучит суровый укор в сторону власти и сострадание в отношении подневольного Князю народа. Взбешённый властитель приказывает заживо закопать Гусляра вместе с гуслями. Гусляр погибает, но память о нём долго хранит народ, как тот курган, который вырос на месте его казни.

## История создания
В 1960 году белорусский композитор Игорь Лученок написал кантату «Курган» для смешанного хора, солистов и симфонического оркестра. Произведение, написанное в качестве консерваторской дипломной работы, содержало значительно сокращённую часть из одноимённой поэмы Янки Купалы. Работа над «Курганом» была завершена в городе Сальске Ростовской области.
В конце 1976 — начале 1977 годов в советской печати появляется информация о планах ансамбля «Песняры» записать рок-оперу на музыку Лученка. После серии концертов с оперой-притчей «Песня о доле» на стихи того же Купалы группа намеревается выйти на новую творческую высоту. Над переработкой кантаты Лученок и группа работали примерно два года.
Полноценная работа над рок-поэмой началась, предположительно, в августе 1978 года.
Репетиции проходили в зале гостиницы «Юность» на Заславском водохранилище. Премьера постановки состоялась в сентябре-октябре 1978 года в Пинске. На студии программа была записана весной-летом 1979 года.

## Список музыкальных тем
1. Вступление
2. Край
3. Князь
4. Пиршество
5. Гусляр
6. Привод Гусляра
7. Обращение Князя
8. Гусляр и Князь
9. Казнь
10. Продолжение пиршества
11. Сказание
12. Заключение

## Критика
Музыкальный обозреватель Сергей Будкин написал, что «Гусляр» стал творческим пиком в истории коллектива и всего белорусского рока, по крайней мере, советского периода. При этом, он считает, что «любителям поп-„Песняров“ с „Вологдой“ и „Беловежской пущей“ этот диск пришёлся просто не по зубам».
По мнению белорусского критика Дмитрия Безкоровайного, в отличие от таких рок-опер, как «Юнона и Авось» или «Иисус Христос — суперзвезда», «Гусляр» не пережил своего времени ввиду отсутствия запоминающихся фрагментов-хитов. Вместе с тем, Безкоровайный отмечает, что рок-поэму можно похвалить за смелость, сложность и «настоящий патриотизм». По мнению обозревателя Анатолия Вейценфельда, единственное «сомнительное место в замечательном произведении» — это партия Князя, исполненная Анатолием Кашепаровым в записи «Гусляра» (в концертных выступлениях её исполнял Владислав Мисевич). Так как у Кашепарова высокий голос, «„злодей“ получился в „Гусляре“ не столько зловещим, — а именно таким он должен быть, если исходить из собственно музыкального материала, — сколько комичным и не вполне убедительным».